# Gigny (Jura)
Gigny település Franciaországban, Jura megyében. Lakosainak száma 267 fő (2022. január 1.). Gigny Pimorin, Andelot-Morval, Graye-et-Charnay, Loisia, Monnetay, Véria és Val Suran községekkel határos.

## Népesség
A település népességének változása:
| Lakosok száma | 268  | 222  | 251  | 286  | 290  | 286  | 281  | 276  | 271  | 267  |
|               | 1968 | 1982 | 1990 | 2006 | 2013 | 2015 | 2017 | 2019 | 2020 | 2022 |